# 番禺沙头东汉墓群
番禺沙头东汉墓群，位于中国广东省广州市番禺区沙角镇，现为广州市文物保护单位，类型为古墓葬，公布时间为1999年7月。
番禺沙头东汉墓群的历史年代为东汉。